# Oficiul de cooperare EuropeAid
Oficiul de cooperare EuropeAid este o Direcție Generală a Comisiei Europene. A fost înființată la 1 ianuarie 2001, misiunea sa fiind să implementeze instrumentele de ajutor extern ale Comisiei Europene, care sunt finanțate din bugetul Comisiei Europene și din Fondul European de Dezvoltare.

## Introducere
EuropeAid este Direcția Generală a Comisiei Europeană responsabilă pentru implementarea programelor și proiectelor de ajutor extern în întreaga lume. Scopul său este de a maximiza valoarea și impactul finanțării oferite asigurâdu-se că aceasta este oferită într-o manieră rapidă și responsabilă.
EuropeAid operează sub conducerea comisarului Benita Ferrero-Waldner, responsabilă pentru Relații Externe și Politica Europeană de Vecinătate. Comisarul Louis Michel, care este responsabil pentru Dezvoltare și Ajtor Umanitar, are de asemenea un rol important în activitatea EuropeAid. Ambii comisari fac parte din Comisia Barroso, care va fi în funcție până în data de 31 octombrie 2009. Directorul General Koos Richelle este responsabil pentru îndeplinirea generală a misiunii Direcției, care constă în implementarea instrumentelor de ajutor extern ale Comisia Europeană, finanțate din bugetul Comunității Europene și din Fondurile Europene de Dezvoltare.
EuropeAid face eforturi pentru a se asigura că ajutorul pe care îl furnizează aduce o contributie importantă la realizarea atât a obiectivelor de dezvoltare ale UE, cât și a Obiectivelor de Dezvoltare ale Mileniului, formulate de Națiunile Unite. Implementarea eficientă a ajutorului ajută Comisia și UE în ansamblul său să dobândească mai multă vizibilitate pe scena internațională. Uniunea Europeană, formată din statele membre și Comisia Europeană, este cel mai mare donator umanitar din lume.

## De la politică la acțiune
La implementarea proiectelor, EuropeAid ia în considerare strategiile UE și programele pe termen lung pentru furnizarea ajutorului extern. Aceste strategii și politicile conexe sunt formulate de alte Direcții Generale ale Comisia Europeană, incluzând DG Dezvoltare pentru regiunile ACP și DG Relații Externe pentru alte regiuni și țări ale lumii.
EuropeAid pune în practică aceste politici și dezvoltă noi metode de furnizare a ajutorului, cum ar fi suportul bugetar sau abordările sectoriale. Totodată, creează ghiduri și realizează evaluări ale ajutorului implementat. În plus, EuropeAid este responsabilă pentru gestionarea adecvată a fondurilor și trebuie să folosească proceduri clare și transparente de licitație și contractare.
EuropeAid este responsabilă pentru toți pașii unui proiect de furnizare a ajutorului: după identificarea nevoilor, realizează studii de fezabilitate și pregătește toate deciziile financiare și controlul necesar. Următorul pas este întocmirea tuturor procedurilor de licitație, monitorizare și evaluare.
EuropeAid este o organizație cu un grad înalt de descentralizare. Doi din trei membrii ai personalului Comisiei care lucrează la implementarea proiectelor își desfășoară activitatea pe teren. De aceea, marea parte a activității de pregătire și de implementare este realizată în cadrul Delegațiilor Comisiei din țările beneficiare. EuropeAid este alcătuit din șapte direcții și patru unități subordonate Directorului General.

## Promovarea efortului comun
Pentru a asigura coerența, complementaritatea și coordonarea în implementarea programelor de asistență externă în întreaga lume, EuropeAid lucrează în strânsă colaborare cu diverși parteneri. Scopul general este de a face ajutorul extern mai eficient. Societatea civilă, organizațiile internaționale și guvernele statelor membre ale UE sunt actori importanți în acest domeniu.

## Finanțare și vizibilitate
EuropeAid acordă granturi și contracte pentru implementarea proiectelor sau activităților care sunt legate de programele de ajutor extern ale Uniunii Europene. Pentru mai multe detalii, consultați paginile despre finanțare. Pentru a se asigura că efortul EuropeAid de a îmbunătăți viețile oamenilor este recunoscut, au fost formulate un set de regulamente de vizibilitate. Prin aceste regulamente se asigură că proiectele fac cunoscută primirea finanțării din bugetul Comisiei. Totodată, ajută la creșterea vizibilității UE în general în lume.
Ajutorul pentru dezvoltare este finanțat direct de către bugetul UE (70%) ca parte a instrumentelor financiare pentru acțiune externă, precum și de Fondul european de dezvoltare (FED) (30%). Finanțarea UE pentru acțiunea externă este împărțită în instrumente "geografice" și "tematice". Instrumentele "geografice" oferă ajutor prin intermediul Instrumentului de cooperare pentru dezvoltare (ICD, 16,9 miliarde EUR, 2007-2013), care trebuie să cheltuiască 95% din bugetul său pentru asistența pentru dezvoltare de peste mări (AOD) și din Instrumentul european de vecinătate și parteneriat), care conține câteva programe relevante. FED (22,7 miliarde de euro, 2008-2013) este alcătuit din contribuții voluntare ale statelor membre ale UE. În prezent există o dezbatere privind "bugetarea" FED. Avantajele percepute includ:
- contribuțiile ar fi bazate pe VNB și acest lucru ar putea crește contribuțiile voluntare în prezent
- armonizarea bugetului UE și a administrației FED ar putea reduce costurile administrative și ar crește eficiența ajutorului
- strategia geografică a țărilor din Africa, Caraibe și Pacific nu mai este relevantă, deoarece programele sunt mai localizate în regiuni sau la nivel de țară
- ar fi sporit controlul democratic și controlul parlamentar

Dezavantajele percepute sunt următoarele:
- 90% din resursele FED ajung la țările cu venituri mici, spre deosebire de mai puțin de 40% din ajutorul din instrumentele de dezvoltare a bugetului UE
- o pierdere a previzibilității ajutorului și a calității ajutorului, întrucât bugetul UE este anual, spre deosebire de bugetul de 6 ani al FED